# Kefalotiri
Il kefalotiri (in greco Κεφαλοτύρι) è un formaggio giallognolo, duro e salato fatto a partire dal latte di pecora e/o di latte di capra in Grecia e a Cipro. Le regioni di produzione sono: Macedonia, Grecia centrale, Peloponneso, Tessaglia, Creta, Epiro, isole ionie e Cicladi.

## Caratteristiche
Il colore della forma varia tra il bianco e il giallognolo, a seconda della percentuale di miscela tra i due tipi di latte. Il kefalotiri completa la maturazione in due o tre mesi, ma spesso viene stagionato più lungo, anche oltre un anno, per fargli assumere una consistenza più asciutta e un gusto più forte. La forma per la vendita ha un peso di 6-8 kg e una composizione in grasso sul secco di circa i 45% con un contenuto di materia secca di circa il 36%. La pasta presenta una minuta occhieggiatura o bollicine disperse uniformemente.
A volte un formaggio simile, il kefalograviera, anche questo elaborato a partire da latte di pecora e/o capra, è venduto al di fuori della Grecia e di Cipro come kefalotiri.

## Consumo
Dal momento che si tratta di un formaggio particolarmente duro, il kefalotiri su consuma spesso fritto in olio di oliva (saganaki) o aggiunto grattugiato a alimenti quali la pasta, ma anche la carne o le verdure. Il kefalotiri è un formaggio popolare e famoso, affonda le sue radici fin dall'epoca bizantina. Si può trovare in vendita, anche fuori dalla Grecia, in negozi di prodotti specializzati e gourmet.
Si consuma normalmente come spuntino o aperitivo, accompagnato dall'ouzo.